# Condado de Pike (Pensilvânia)
O Condado de Pike é um dos 67 condados do Estado americano da Pensilvânia. A sede do condado é Milford, e sua maior cidade é Milford. O condado possui uma área de 1 468 km²(dos quais 51 km² estão cobertos por água), uma população de 46 302 habitantes, e uma densidade populacional de 33 hab/km² (segundo o censo nacional de 2000). O condado foi fundado em 26 de março de 1814. Foi o condado que mais cresceu populacionalmente no Estado na década de 1910.